# 6673 Degas
6673 Degas eller 2246 T-1 är en asteroid i huvudbältet som upptäcktes den 25 mars 1971 av den nederländsk-amerikanske astronomen Tom Gehrels och det nederländska astronomparet Ingrid van Houten-Groeneveld och Cornelis Johannes van Houten vid Palomarobservatoriet. Den är uppkallad efter den franske konstnären Edgar Degas.
Asteroiden har en diameter på ungefär 12 kilometer.